# Gmina Shëngjin
Gmina Shëngjin (alb. Njësia administrative Shëngjin) – gmina położona w północno-zachodniej części Albanii. Administracyjnie należy do okręgu Lehza w obwodzie Lehza. W 2011 roku populacja gminy wynosiła 8091 osób w tym 4018 kobiety oraz 4073 mężczyzn, z czego Albańczycy stanowili 89,02% mieszkańców. 
W skład gminy wchodzi pięć miejscowości: Shëngjin, Ishull Shëngjin, Ishulli i Lezhës, Mali i Rencit, Mal i Shëngjinit.